# 차별계명
차별계명(일본어: 差別戒名（さべつかいみょう）)이란 일본 불교계에 존재했던 차별적 악습으로서, 불교에 입문하여 계율을 지키는 자에게 부여하던 계명에 그 사람의 신분에 따른 차별적인 계명을 붙이는 것을 말한다. 주로 피차별 부라쿠민에게 붙이는 것이 대표적이었으며, 일제강점기에는 조선인에게도 차별계명을 붙였다. 인간 평등의 종교인 불교에서 있어서는 안 되는 행위로 비판을 받아 현대 일본에서는 자취를 감추었다.

## 부라쿠민의 차별계명
부라쿠민이 사망할 경우, 부라쿠민은 대부분 교육을 받지 못해 글을 읽지 못한다는 점을 악용하여, 묘비명에 부라쿠민의 묘라는 것을 알 수 있도록 모욕적인 글자를 써넣었다. 또한 묘지 자체의 지리적 요건도 나쁜 곳에 두었다. 그 방법은 매우 다양하고 교묘하여 부라쿠민의 직업(가죽세공, 도살 등)을 암시하는 글자(革, 僕, 屠, 鞍, 皮) 짐승을 뜻하는 글자(畜), 나쁜 뜻의 글자(賤, 婢, 隷)를 직접 넣기도 하고, 이들 글자를 파자(破字) 따위하여 교묘히 삽입하기도 하였으며 (畜을 분해하여 玄,田으로 나누어 삽입) 기존 한자의 획을 줄이거나 아테지, 조자(造字)등의 방법도 사용되었다. 일본의 절에는 죽은 자의 위패가 모셔져 있기 때문에 특정 인물을 음해할 목적으로 절에 침입하여 그 인물의 선조의 계명을 찾아내려는 시도도 있었다.

## 같이 보기
- 부라쿠민
- 불교

## 참조 문헌
- 若宮啓文『ルポ 現代の被差別部落』(1988년, 朝日文庫 ISBN 978-4022605337)